# إمداد المياه

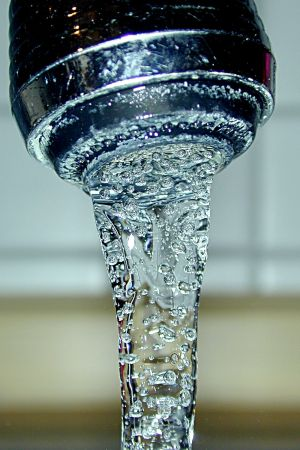
مياه شرب.

موارد المياه أو إمدادات المياه هي موارد مائية احتياطية تحت السيطرة الذاتية أو السيطرة من قبل أطراف ثالثة في تقديم المياه للجمهور، التي عادة ما تكون مصلحة عامة للموارد المائية تقدم الخدمات لمختلف المستخدمين. ولكن يتم تناول الري بشكل منفصل.
تهتم كل شبكات إمدادات المياه في المناطق الحضرية بالاعمال التي ترتبط بتوفير أطراف ثالثة من المياه الصالحة للشرب. التنمية المستدامة مصدر معروف يتضمن العدبد من القضايا.بالتالي فإن هذا المفهوم سيطور في إمدادات المياه في المناطق الحضرية.

## مقدمة
المياه مورد طبيعي أساسيا للوجود البشري.هو مطلوب في كل عملية تقريبا على سبيل المثال، يُسْتَخْدَم لتكرير النفط، لاستخراج السائل في عمليات الفلزات، للتبريد، لتنقية في صناعة الحديد والصلب.والعديد من العمليات في مرافق التصنيع الغذائي، الخ. بسبب توقعات متشائمة بشأن نقص المياه في العقود المقبلة، وعلاوة على ذلك، الأنظمة البيئية الصارمة المتزايدة للاستخدام الفعال للمياه والتخلص من المياه المستعملة.يصبح من الضروري اعتماد نهج جديد في تصميم شبكات إمدادات المياه في المناطق الحضرية.
ولد مفهوم شبكة إمدادات المياه المستدامة من الحاجة إلى بديل اقتصادي لتطوير مصادر جديدة للمياه وكذلك، للتخفيف من التلوث البيئي.وعلاوة على ذلك، من أجل الحصول على شبكة مياه مستديمة، وهناك مفاهيم أخرى يجب تحسينها: سلامة وموثوقية الشبكة، وذلك بهدف الكشف سريعا عن الأحداث غير المتوقعة التي يمكن أن تحدث على الشبكات، مثل: الأضرار والتسرب وصيانة الخ، علاوة على ذلك، سعر المياه في تزايد مستمر، لذا يجب أن تهدر كميات أقل من المياه ويجب اتخاذ إجراءات لمنع تسرب الأنابيب.صحيح أن إيقاف خدمة التوريد لإصلاح التسريبات هو أقل وأقل تحملها من قبل المستهلكين.طريقة واحدة للقيام بذلك هو، تطوير عملية شبكة المياه والتي تهدف إلى التقليل من معدل استهلاك المياه العذبة و/ أو معدل توليد مياه الصرف الصحي.

## الوصول العالمي للمياه

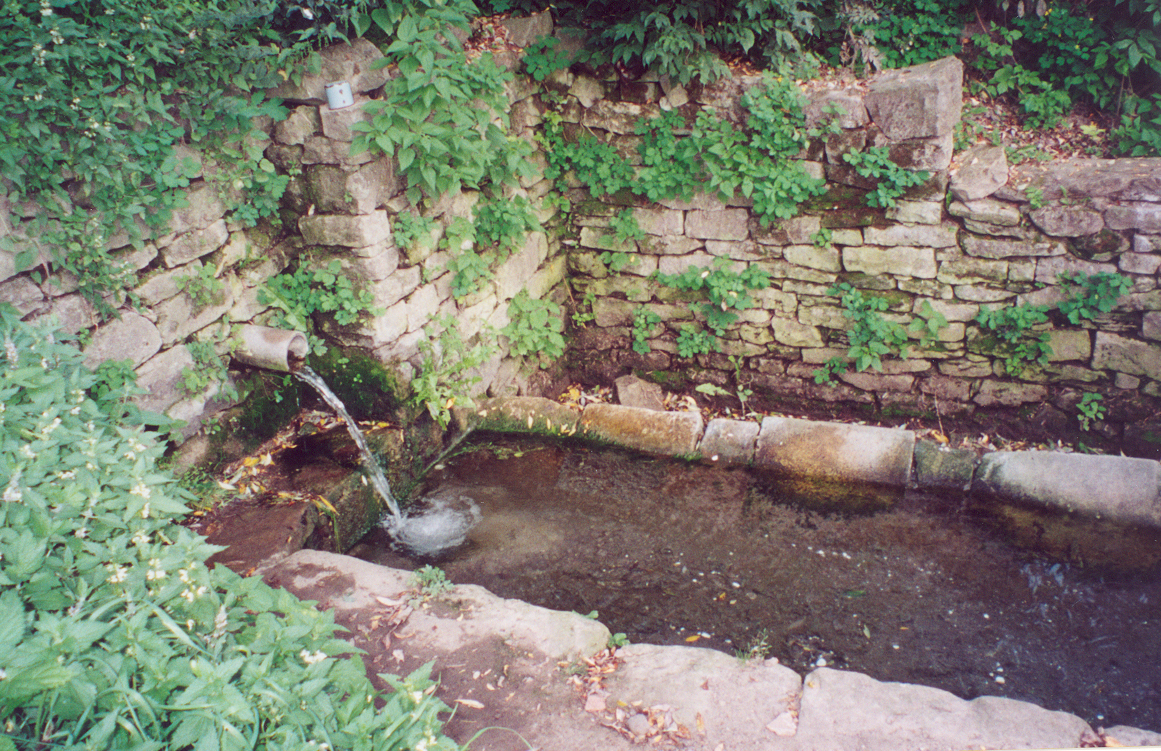
Shipot، والمياه الجوفية مصدر في أوكرانيا

في عام 2004 حوالي 3.5 مليار شخص في العالم (54 ٪ من سكان العالم) كانوا يستطيعون الحصول على المياه عن طريق انابيب المياه الموصولة بالبيوت.1.3 مليار آخرين (20 ٪) تمكنوا من الوصول إلى مصادر مياه محسنة من خلال وسائل، بما في ذلك الانابيب الثابتة «أكشاك المياه» والينابيع والآبار المحمية. وأخيرا، فإن أكثر من مليار نسمة (16 ٪) لم يكن لديها إمكانية الوصول إلى مصادر محسنة للمياه، مما يعني أنها قد تعود إلى الآبار غير المحمية أو الينابيع والقنوات والبحيرات أو الأنهار لجلب الماء. وتجدر الإشارة إلى أن الوصول إلى مصادر محسنة للمياه لا يعني بالضرورة أنها صالحة للشرب من هذا المصدر.

## نظرة عامة على التقنية
تجلب نظم الإمداد المياه من مجموعة متنوعة من المواقع، بما في ذلك المياه الجوفية(الآبار والثقوب)، والمياه السطحية (البحيرات والأنهار والسدود)، والبحار عن طريق تحلية مياه البحر. في معظم الحالات يتم تنقية المياه وتطهيرها من خلال المعالجة بالكلور وأحيانا الفلورايد.بعد ذلك تتدفق المياه المعالجة إما عن طريق الجاذبية أو يتم ضخها إلى خزانات، والتي يمكن أن تكون مرتفعة مثل «برج المياه» أو على الأرض (وبالنسبة للمؤشرات المتصلة بكفاءة توزيع المياه الصالحة للشرب انظر مصلحة المياه غير الهادفة للربح).عندما تستخدم المياه، يتم تصريف المياه المستعملة عادة في نظام الصرف الصحي ومعالجته في محطة معالجة مياه الصرف قبل تصريفها إلى النهر أو البحيرة أو في البحر أو إعادة استخدامها للزراعة، الري أو الاستخدام الصناعي (انظر أيضا الصرف الصحي).

## جودة الخدمة
العديد من ال 3.5 مليار نسمة الذين يمكنهم الحصول على المياه المنقولة بالأنابيب يتلقون خدمة سيئة من حيث الجودة، وخاصة في البلدان النامية حيث يعيش فيها نحو 80 ٪ من سكان العالم. جودة الخدمة في إمدادات المياه لها أبعاد كثيرة منها: الاستمرارية؛ نوعية المياه، والضغط، ودرجة استجابة مقدمي الخدمة لشكاوى العملاء.

### استمرارية الإمداد
استمرارية إمدادات المياه أمرا مفروغا منه في معظم البلدان المتقدمة، بينما هي مشكلة حادة في كثير من البلدان النامية، حيث أحيانا يتم فقط توفير الماء لبضع ساعات كل يوم أو بضعة أيام في الأسبوع. ويقدر أن ما يقرب من نصف سكان البلدان النامية يتلقون المياه على أساس متقطع.

### جودة المياه
جودة مياه الشرب لديها أبعاد بيولوجية وفيزيائية وكيميائية مجهرية. هناك الآلاف من المقاييس لجودة المياه. في شبكات إمدادات المياه العامة ينبغي ان تكون المياه، كحد أدنى مطهره من خلال الوسيلة الأكثر شيوعا «مادة الكلور» أو استخدام الأشعة فوق البنفسجية أو أنها قد تحتاج المعالجة الكلية وخاصة في حالة المياه السطحية.لمزيد من التفاصيل يرجى الاطلاع على مداخل منفصلة عن نوعية المياه معالجة المياه ومياه الشرب.

### ضغط المياه
يختلف ضغط المياه حسب المواقع المختلفة لنظام التوزيع.أنابيب المياه تحت الشوارع قد تعمل على زيادة الضغط، مع وجود مخفض الضغط الذي يوضع في كل نقطة مياه حيث يدخل مبنى أو منزل. في النظم سيئة الإدارة يمكن أن يكون ضغط الماء منخفض بحيث لا ينتج عنها سوى كمية ضئيلة من المياه أو كمية مرتفعة لدرجة أنه يؤدي إلى الأضرار التي قد تلحق بتركيبات السباكة وهدر المياه. الضغط في نظام المياه في المناطق الحضرية عادة يتم الحفاظ عليه في خزان الماء المضغوط الذي يخدم المنطقة الحضرية، من خلال ضخ المياه إلى البرج والاعتماد على الجاذبية للحفاظ على الضغط المستمر في النظام أو فقط عن طريق مضخات في محطة معالجة المياه ومحطات تقوية الضخ.
الضغوط النموذجية في المملكة المتحدة هي 4-5 بار لإمدادات المناطق الحضرية. ومع ذلك يمكن لبعض الناس الحصول على أكثر من 8 بار. أنبوب حديدي رئيسي واحد قد يعبر واد عميق باكمله، بينما سيكون الضغط الاسمي نسه على طول الانبوب، ولكن سيحصل المستهلكين ضغط أكثر قليلا أو أقل بسبب الضغط الهيدروليكي (حوالي 1 بار/10 متر ارتفاع). وبذلك يحصل الناس في الجزء السفلي من تلة ترتفع 100 قدم على نحو 3 بار أكثر من اولئك الذين في الأعلى.
الضغط الفعال يختلف أيضا بسبب مقاومة التدفق حتى لنفس الضغط الثابت. المستهلكين في المناطق الحضرية قد يكون لديهم 5 أمتار من 1 / 2 انش موصول مع الأنبوب الرئيسي، بذلك تدفق الصنبور في المطبخ سيكون مقيد إلى حد ما حتى في التدفق العالي. المستهلك في المناطق الريفية قد تكون على بعد كيلومتر من المحطة ولديه انبوب 3 / 4 انش من الحديد وبذلك يكون تدفق صنبور المطبخ قليل.
لهذا السبب، فإن نظام المياه المنزلي التقليدي في المملكة المتحدة (قبل 1989) المستخدمة في تغذية «صهريج» النظام، حيث يتم توصيل امدادات المياه الواردة إلى بالوعة المطبخ وأيضا إلى الخزان الرئيسي للمياه في العلية. المياه يمكن أن تتدفق إلى هذا الخزان من خلال أنابيب 1 / 2 انش بالإضافة إلى الكرة العائمة، ومن ثم تزويد المنزل بانابيب 22 أو 28 ملم. المياه التي تعتمد على الجاذبية ضغطها قليل (مثلا 1 / 4 بار في الحمام) لكنه يحتاج إلى أنابيب واسعة لتسمح بتدفقات أعلى. هذا جيد للمراحيض ولكن كثيرا ما يكون غير كاف للاستحمام. لذلك يلجأ الناس لتثبيت مضخات على الدش لزيادة الضغط. لهذا السبب فان المنازل في المناطق الحضرية تعمل على نحو متزايد باستخدام أنابيب غلايات الضغط (البويلرات) الذي يستغرق وقتا طويلا لملء حوض الاسحمام ولكنها تتناسب مع ارتفاع الضغط إلى الوراء من الاستحمام.

## مقارنة بين أداء مقدمي خدمات المياه وخدمات الصرف الصحي
هناك حاجة للمقارنة بين أداء مقدمي خدمات المياه والصرف الصحي (المصلحة) لأن لاهذين القطاعين يوفران مجالا ضيقا للمنافسة المباشرة (الاحتكار الطبيعي). الشركات العاملة في الأسواق التنافسية هي تحت ضغط متواصل ليكون أداءها أفضل من الآخر. مصلحة المياه غالبا ما تكون في مأمن من هذه الضغوط وكثيرا ما تظهر ان بعض المرافق في تحسن مستمر ولكن كثيرين آخرين يعودون للوراء مزيد من أفضل الممارسات.قياس أداء المرافق يسمح لمحاكاة المنافسة ووضع أهداف واقعية لتحسين وخلق ضغط من أجل جعل المرافق العامة على نحو أفضل. معلومات عن مقارنات مرافق المياه والصرف الصحي توفرها الشبكة المرجعية الدولية لمرافق المياه والصرف الصحي.

## التحديات
معظم شبكات إمدادات المياه في المناطق الحضرية تواجه مشاكل كل يوم تحتاج لحلها بطريقة دقيقة.في البلدان النامية، تنخرط الشبكات في العديد من المشاكل المتعلقة بالسكان، وندرة المياه، والإدارة البيئية والتلوث، الخ.وعلاوة على ذلك، ستتأثر الشبكات من مشاكل غير متوقعة. المشاكل الرئيسية هي التالية: النمو السكاني النمو السكاني مشكلة في العديد من المدن في مختلف أنحاء العالم، وذلك لأن الحد الأدنى من احتياجات كل مواطن جديد يجب أن تكتفي. تواجه العديد من المدن مشاكل بسبب التحضر السريع الناجم عن السعي لتحسين نوعية الحياة.في عام 1900عاش 13٪ فقط من سكان العالم في المدن.وقد ارتفعت هذه النسبة في عام 2005 و، و49٪ من سكان العالم يعيشون في المناطق الحضرية.في عام 2030من المتوقع أن هذه الإحصائية سوف ترتفع إلى 60 ٪.فمن الضروري بزيادة عدد السكان في المدينة، توسيع شبكة إمدادات المياه التي تعتبر عبئا مستمرا على مالية الحكومة، لأنها تحتاج إلى بناء بنية تحتية جديدة، وإن كانت في كثير من الحالات لا يكفي.فالظهور المستمر للمستوطنات الجديدة غير شرعية تجعل من الصعب تحديد وتوصيل الأنابيب لتوريد نظام الشبكة، في النهاية يمكن أن يؤدي إلى عدم كفاية الإدارة [4]. في عام 2002 كان هناك 158 مليون شخص لا يقدم مع إمدادات المياه المحسنة. [5] وكما قلنا، فإن عددا متزايدا من الناس يقع في الأحياء الفقيرة ليسوا فقط في ظروف صحية غير كافية ولكن في خطر الإصابة بالأمراض. ندرة المياه لم يتم توزيع المياه الصالحة للشرب بشكل جيد في جميع أنحاء العالم، وكثير من الناس لا يستطيعون الوصول إليها أو لا يستطيعون الوصول إلى مستويات قياسية لمياه الشرب حيث الموارد وفيرة. إذا تجدثنا جغرافيا. يمكن للناس الفقراء في البلدان النامية ان تكون أقرب إلى الأنهار الكبرى أو تكون الأمطار في المناطق ولكن لا يستطيعون الحصول على المياه الصالحة للشرب على الإطلاق.في المقابل، هناك الناس الذين يعيشون في المناطق التي يكون فيها نقص المياه يخلق الملايين من الوفيات سنويا. ليس ذلك فحسب، ولكن العديد من القضايا الصحية ويرجع ذلك إلى الطريقة التي يتم بها تزويد المياه.وتعزى 1.8 مليون من الوفيات إلى إمدادات المياه غير المأمونة سنويا وفقا ل منظمة الصحة العالمية. في المناطق الحضرية، حيث نظام إمدادات شبكة المياه لا تصل إلى الأحياء الفقيرة، وإدارة الناس لاستخدام مضخات يدوية، تصل إلى حفر الآبار والأنهار والترع والمستنقعات وأي مصدر آخر للمياه وفي معظم الحالات الظروف الصحية هي أقل من مستوى الاستهلاك الإنسانى.السبب الرئيسي لندرة المياه، هو النمو في الطلب على الموارد التي تتخذ من المناطق النائية لتلبية احتياجات منطقة حضرية. سبب آخر لهذه الندرة وتغير المناخ، التي ولدت التغيرات في دورة المياه، وذلك بسبب التصنيع السريع في المدن الكبرى.نتيجة لهذا التغيير، كان هناك تحول في الهيدرولوجيا حيث يتم تخزين المياه، ومعدلات سقوط الأمطار قد تغيرت وتيرتها، والأنهار قد انخفض معدل التدفق بها، والبحيرات تجف ويتم تفريغ المياه الجوفية بسبب معدل سلبي بين التدفق الداخلي والتدفق الخارجي، وهذه الأخيرة تستخدم للاستهلاك.
قضايا الحكومية
مشكلة أخرى حاسمة هي استجابة الحكومة لهذه المشاكل بسبب السياسات الجديدة التي يتم إنشاؤها يوميا في البلدان النامية، حيث الطلب على المياه يفوق العرض وحيث الأولوية المنزلية والصناعية في إمدادات المياه تزيد على غيرها من الاستخدامات، والتي في نهاية سوف تؤدي إلى ظروف إجهاد مائي نظرا لمحدودية الموارد [7].العديد من الحكومات في البلدان النامية معطوبة ولها موازنات راكدة مما يجعله صعبا عليها ايجاد حلول مستدامة للمشاكل الراهنة. فمن المهم التأكيد على أن المياه الصالحة للشرب له ثمن في السوق، والمياه وسائل القوة وغالبا ما تصبح الأعمال للشركات الخاصة التي تدر الربح عن طريق وضع سعر أعلى، وفرض عليها حاجزا لانخفاض الدخل.في الاقتصادات المتقدمة ترتبط المشاكل بتحسين شبكة الإمدادات الحالية هذه الاقتصادات عادة ما يكون لها تقييم مستمر خلال السنوات والتي تسمح لهم ببناء البنية التحتية اللازمة لتوفير المياه للناس.وفي السنوات الأخيرة قد وضعت منظمات مثل الاتحاد الأوروبي مجموعة من القواعد والسياسات الرامية إلى التغلب على المشاكل التي ستقدم في المستقبل.الوثائق مثل الأهداف الإنمائية للألفية الذي يمثل انفراجا كبيرا في بناء أفضل منظومة متكاملة أحدة الاستنتاجات التي توصل لها هذا الاتحاد، هو أن هناك وثائق دولية كثيرة بأفكار مثيرة للاهتمام مع ذلك هذه الأفكار ليست محددة للغاية، وبالتالي، فهي لم توضع موضع التنفيذ [8]. في إشارة إلى هذا، تم تقديم توصيات من قبل جمعيات مثل بيانات دبلن بشأن المياه والتنمية المستدامة ورقة من جانب الأمم المتحدة.

## المسؤولية المؤسسية والحكم
هناك مجموعة كبيرة ومتنوعة من المؤسسات تتحمل مسؤوليات في مجال إمدادات المياه. والفرق الأساسي هو بين المؤسسات المسؤولة عن السياسة والتنظيم من جهة والمؤسسات المسؤولة عن تقديم الخدمات من ناحية أخرى.

### السياسة والتنظيم
سياسات إمدادات المياه والتنظيم وعادة ما تكون محددة من جانب واحد أو وزارات عدة وذلك بالتشاور مع السلطة التشريعية. في الولايات المتحدة «وكالة حماية البيئة الأمريكية» مديرها هو المسؤول الذي يقدم تقاريره مباشرة إلى الرئيس وهو المسؤول عن سياسة المياه والصرف الصحي وعن وضع سياسة موحدة داخل السلطة التنفيذية. في بلدان أخرى المسؤولية عن سياسة هذا القطاع يعهد إلى وزارة البيئة (كما هو الحال في المكسيك وكولومبيا)(أو إلى وزارة الصحة مثل بنما هندوراس وأوروغواي)، وزارة الأشغال العامة (مثل في الإكوادور وهايتي)، وزارة الاقتصاد (كما هو الحال في الولايات الألمانية) أو وزارة الطاقة (مثل إيران).وهناك بضعة بلدان، مثل الأردن وبوليفيا يوجد لديها وزارة للمياه. في كثير من الأحيان عدة وزارات تتقاسم المسؤوليات عن إمدادات المياه. في الاتحاد الأوروبي هناك وظائف هامة تتعلق بالسياسة العامة قد عهد بها إلى مستوى فوق وطنية.السياسات والمهام التنظيمية تشمل وضع قواعد التعرفة والموافقة على الزيادات في التعرفة ووضع ورصد وإنفاذ معايير لجودة الخدمة وحماية البيئة وقياس أداء مقدمي الخدمات وإجراء إصلاحات في بنية المؤسسات المسؤولة عن تقديم الخدمات. التمييز بين مهام السياسة والمهام التنظيمية ليست دائما واضحة. في بعض البلدان تكون كلاهما موكلة إلى الوزارات، ولكن في حالات أخرى المهام التنظيمية ويعهد إلى الوكالات التي تكون منفصلة عن الوزارات.

#### الوكالات التنظيمية
عشرات الدول في مختلف أنحاء العالم قد أنشأت وكالات تنظيمية لخدمات البنية التحتية، بما في ذلك في كثير من الأحيان إمدادات المياه والصرف الصحي، من أجل توفير حماية أفضل للمستهلكين وتحسين الكفاءة. ويمكن أن يعهد للوكالات التنظيم مع مجموعة متنوعة من المسؤوليات، بما في ذلك بصفة خاصة الموافقة على الزيادات في التعريفة وإدارة نظم المعلومات في القطاع بما في ذلك وضع المعايير للنظم. في بعض الأحيان قد تملك تفويضا لتسوية شكاوى المستهلكين التي لم يتم تناولها بشكل مرضي من قبل مقدمي الخدمات. هذه الكيانات المتخصصة من المتوقع أن تكون أكثر كفاءة وموضوعية في تنظيم عمل مقدمي الخدمات من الإدارات في الوزارات الحكومية. الوكالات التنظيمية من المفترض أن تكون مستقلة عن السلطة التنفيذية للحكومة، ولكن في كثير من البلدان كثيرا ما لا تكون قادرة على ممارسة درجة كبيرة من الاستقلال الذاتي. في الولايات المتحدة الوكالات التنظيمية للمرافق العامة وجدت لمدة قرن تقريبا على مستوى الولايات، وفي كندا على مستوى المقاطعات. في كلا البلدين كانت تغطي عدة قطاعات البنية التحتية. في العديد من الولايات الأمريكية أطلق عليها «لجنة المرافق العامة». في انكلترا وويلز كان ما يسمى «وكالة تنظيمية المياه» أنشئت كجزء من عملية خصخصة قطاع المياه في عام 1989. في كثير من البلدان النامية أنشئت وكالات المياه التنظيمية خلال العقد الماضي بالتوازي مع الجهود الرامية إلى زيادة مشاركة القطاع الخاص. (لمزيد من التفاصيل حول الوكالات التنظيمية في أمريكا اللاتينية، على سبيل المثال، الرجاء راجع المياه والصرف الصحي في أمريكا اللاتينية والجمعيات الإقليمية للمياه وكالات تنظيمية ADERASA http://www.aderasa.org)
وكثير من البلدان لا تملك الوكالات التنظيمية للمياه. في هذه البلدان تقديم الخدمة ينظم بشكل مباشر من قبل الحكومة المحلية، أو الحكومة الوطنية. هذا هو، على سبيل المثال، الحال في بلدان أوروبا القارية، في الصين والهند.
لمزيد من المعلومات حول تنظيم المرافق في قطاع المياه نرى مجموعة من المعارف بشأن تنظيم المرافق http://www.regulationbodyofknowledge.org/}%5Bوصلة+مكسورة%5D والبنك الدولي في قاعدة المعرفة حول نفس الموضوع في https://web.archive.org/web/20100912022854/http://rru.worldbank.org/Themes/ / UtilityRegulation /

### تقديم الخدمات
مقدمي خدمة إمدادات المياه، والتي غالبا ما تكون المصلحة، تختلف عن بعضها البعض من حيث التغطية الجغرافية بالنسبة إلى الحدود الإدارية؛ تغطيتها القطاعية؛ هيكل ملكيتها؛ وترتيبات الحكم.

#### التغطية الجغرافية

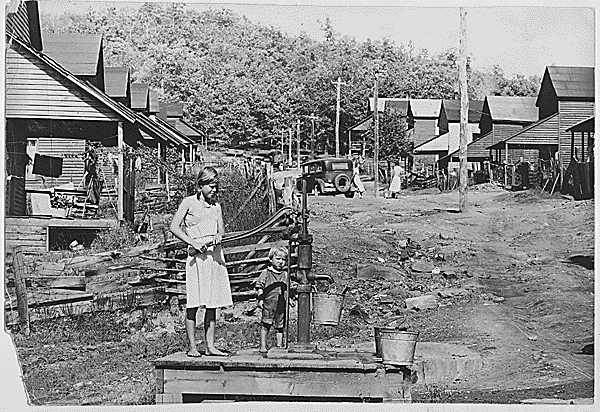
إمدادات المياه الوحيد لهذا الفرع من وايلدر، تينيسي، 1942.

مرافق المياه توفر العديد من الخدمات في مدينة واحدة أو البلدة أو البلدية. ومع ذلك، في كثير من البلدان البلديات تعمل على التعاون مع بلديات أخرى في المنطقة أو مناطق قضائية أخرى للاستفادة من وفورات الحجم. في الولايات المتحدة تكون هذه المؤسسات على شكل مصلحة متخصصة في خدمة معينة قد يكون لها سلطة فرض رسوم مستقلة. مثال مزود مياه متعدد الاختصاص في الولايات المتحدة هو WASA وهي مؤسسة تخدم واشنطن العاصمة وبلدات مختلفة في ولاية ميريلاند.المؤسسات متعددة الخدمات شائعة أيضا في ألمانيا، حيث كانت معروفة باسم "Zweckverbaende"، في فرنسا وإيطاليا.
في بعض البلدان الفيدرالية هناك مقدمي خدمات المياه تغطي معظم أو جميع المدن والبلدات في ولاية كاملة، كما هو الحال في جميع ولايات البرازيل وبعض المناطق في المكسيك (انظر إمدادات المياه والصرف الصحي في المكسيك).في انكلتراوويلز وإمدادات المياه والصرف الصحي، يتم توفيرها بالكامل تقريبا خلال عشر شركات في المنطقة. بعض البلدان الأصغر حجما، ولا سيما البلدان المتقدمة، قد أنشأت مقدمي الخدمات التي تغطي البلد بأكمله أو على الأقل معظم المدن والبلدات الرئيسية. مثل مزودي الخدمة الوطنية السائدة في غرب أفريقيا وأمريكا الوسطى، التي توجد على سبيل المثال في تونس الأردن وأوروغواي (انظر أيضا إمدادات المياه والصرف الصحي في أوروغواي). في المناطق الريفية، حيث يعيش نحو نصف سكان العالم، خدمات المياه في كثير من الأحيان لا توفرها المرافق العامة، ولكن عن طريق المنظمات المجتمعية والتي عادة ما تغطي قرية واحدة أو في بعض الأحيان عدة قرى.

#### تغطية القطاع
بعض مرافق المياه فقط تقدم خدمات امدادات المياه، في حين أن الصرف الصحي هو تحت مسؤولية كيان مختلف. هذا هو الحال على سبيل المثال في تونس.ومع ذلك، تعمل المرافق العامة في معظم الحالات أيضا على توفير خدمة مياه الصرف الصحي وخدمات معالجة مياه الصرف الصحي. في بعض المدن أو البلدان تعمل المرافق أيضا على توزيع الكهرباء. في بضع الحالات القليلة مثل هذه المرافق تعمل على جمع النفايات الصلبة وتوفير الخدمات الهاتفية المحلية. وهناك مثال لمثل هذه الأداة متكاملة يمكن العثور عليها في المدينة الكولومبية ميدلين.فالمرافق توفر المياه والصرف الصحي والكهرباء يمكن العثور عليها في فرانكفورت ألامانية (Mainova) وفي الدار البيضاء المغربية ودولة الغابون في غرب أفريقيا. المرافق متعددة الخدمات تكسب منافع معينة مثل الفواتير المشتركة والخيار باعانة خدمات المياه مع الإيرادات من مبيعات الكهرباء، «إذا كان يسمح به القانون».

#### الملكية وترتيبات الحكم
مقدمي إمدادات المياه يمكن أن يكونوا إما مؤسسة عامة أو خاصة أو مختلطة أو التعاونية. معظم خدمات توريد المياه في المناطق الحضرية في جميع أنحاء العالم يتم توفيرها من قبل الجهات العامة. ولكن في معظم البلدان ذات الدخل المنخفض والمتوسط، هذه المؤسسات المملوكة للقطاع العام، عادة ما تكون غير فعالة للغاية نتيجة للتدخل السياسي، نتيجة زيادة عدد موظفيها مما يؤدي إلى انخفاض إنتاجية العمل. ومن المفارقات أن أول الخاسرين من هذا الترتيب المؤسسي هم الفقراء الحضر في هذه البلدان. لأنهم ليسوا متصلين بالشبكة، فإنهم في نهاية المطاف يدفعون أكثر لكل لتر من الماء مما يزيد رغيد الأسر المتصلة بالشبكة الذين يستفيدون من الإعانات الضمنية التي يتلقونها من المرافق الخاسرة. كما يقول فيليم الكسندر، في كتاب أمير أورانج (2002): «إن أزمة المياه التي تؤثر على الكثير من الناس هي أساسا أزمة الحكم -- وليس من ندرة المياه». إدخال تعرفة الكلفة العاكسة جنبا إلى جنب مع الدعم التناقلي بين المستهلكين الأكثر ثراء والأكثر فقرا هي عامل أساسي من إصلاح الحكم من أجل الحد من ارتفاع مستويات غير المتصلين بالشبكة وتوفير التمويل اللازم لتوسيع نطاق الشبكة لتلك الأسر الأكثر فقرا الذين لا تصلهم التمديدات. ترتيبات شراكة بين القطاعين العام والخاص يمكن أن تلعب دورا هاما من أجل تحقيق هذا الهدف.

##### مشاركة القطاع الخاص
ما يقدر بنحو 10 في المئة من امدادات المياه في المناطق الحضرية يتم توفيرها من قبل القطاعين العام والخاص أو المختلط والشركات الخاصة، وعادة ما تكون تحت امتياز عقد الإيجار أو }إدارة العقود. في إطار هذه الترتيبات يقوم الكيان العام عن تقديم الخدمات بتفويض خدمة معينة أو جميع جوانب تقديم الخدمات إلى مزود خدمة خاص عادة لفترة تتراوح بين 4 و 30 عاما. في حين يبقى الكيان العام هو الذي يمتلك الأصول. مثل هذه الترتيبات شائعة في فرنسا وإسبانيا. فقط في أجزاء قليلة من نظم إمدادات المياه في العالم قد تم بيعه بالكامل إلى القطاع الخاص (الخصخصة)، كما هو الحال في انكلتراوويلز، وكذلك في شيلي.أكبر شركات المياه الخاصة في العالم هي السويس وفيوليا للبيئة من فرنسا ؛ آغواس برشلونة من إسبانيا، وتيمس ووتر من المملكة المتحدة، وجميعها تعمل على الصعيد الدولي (انظر موقع وصلات لهذه الشركات أدناه).

##### ترتيبات الحكم
ترتيبات إدارة المرافق العامة والخاصة على حد سواء يمكن أن تتخذ أشكالا عديدة. تعمل ترتيبات الحكم على تحديد العلاقة بين مزود الخدمة، وملاكها وعملائها والهيئات التنظيمية. وهي تحدد الاستقلال المالي لمقدم الخدمة، وبالتالي قدرتها على المحافظة على أصولها، وتوسيع نطاق الخدمات واجتذاب الموظفين المؤهلين والاحتفاظ بهم، وفي نهاية المطاف لتوفير خدمات عالية الجودة. وتشمل الجوانب الرئيسية لترتيبات الإدارة وإلى أي مدى الجهة المسؤولة عن تقديم الخدمات هي بمنأى عن التدخل السياسي التعسفي، وعما إذا كان هناك تفويض صريح والإرادة السياسية للسماح مزود الخدمة لاسترداد جميع أو على الأقل معظمهم من تكاليفه من خلال التعريفات والاحتفاظ بهذه العائدات. إذا كان امدادات المياه هي من مسؤولية مؤسسة من ضمن الإدارة المتكاملة للمدينة أو البلدة أو البلدية، هناك خطر يتمثل في أن يتم تحويل ايرادات الرسوم لأغراض أخرى. في بعض الحالات، هناك أيضا خطر يتمثل في أن يتم تعيين الموظفين أساسا لأسباب سياسية وليس استنادا إلى وثائق تفويضهم المهنية. هذه المخاطر عالية وخاصة في البلدان النامية. البلدية أو بين المرافق البلدية مع شخصية اعتبارية وميزانية مستقلة، وكذلك، بدرجة معينة من الاستقلالية الإدارية ويمكن التخفيف من هذه المخاطر.

## الرسوم
يعمل تقريبا جميع مقدمي الخدمات في العالم مقابل رسوم لاسترداد جزء من التكاليف. وفقا لتقديرات البنك الدولي فان متوسط الرسوم العالمية للمياه 0.53 دولار لكل متر مكعب. في البلدان المتقدمة النمو متوسط التعرفة هو 1.04 دولار، في حين أنها ليست سوى 0.11 دولار في أفقر البلدان النامية. التعريفات أدنى مستوى في البلدان النامية توجد في جنوب آسيا (بمعدل0.09 دولار أمريكي/متر مكعب)، في حين توجد أعلاها في أمريكا اللاتينية (دولار أمريكي0.41/متر مكعب). عدد قليل من المرافق العامة لا تسترد جميع تكاليفها. وفقا لدراسة البنك الدولي نفسه فقط 30 ٪ من المرافق العامة على الصعيد العالمي، وفقط 50 ٪ من المرافق العامة في البلدان المتقدمة، تولد الدخل الكافي لتغطية تكاليف التشغيل والصيانة والتكاليف الرأسمالية.
وفقا لآخر دراسة أجريت في عام 2006 من جامعة سنغافورة الوطنية للاستشارات، والمياه، ويبلغ متوسط التعرفة الجمركية للصرف الصحي في 14 دولة أساسية في منظمة OECD بدون ضريبة القيمة المضافة تتراوح بين 0.66 دولار أمريكي لكل متر مكعب في الولايات المتحدة، وما يعادل 2.25 دولار لكل متر مكعب في الدنمارك.ومع ذلك، تجدر الإشارة إلى أن معدل استهلاك المياه في الولايات المتحدة هي أعلى بكثير منها في أوروبا. وبالتالي، تكون فواتير المياه السكنية متشابهة جدا، حتى لو كانت التعرفة لكل وحدة من استهلاك يميل إلى أن يكون في أوروبا أعلى منه في الولايات المتحدة.
ان عائلة نموذجية على الساحل الشرقي الأمريكي دفع ما بين 30 دولارا و 70 دولارا شهريا للخدمات المياه والصرف الصحي في عام 2005.
الرسوم في البلدان النامية عادة ما تكون أبعد من ذلك بكثير من تغطية التكاليف. فواتير المياه السكنية للاستهلاك النموذجي لل1 متر مكعب شهريا يتراوح ما بين أقل من 1 دولار أمريكي و 12 دولارا أمريكي شهريا.
مياه الصرف الصحي والرسوم، والتي هي دائما تقريبا فاتورة معا، يمكن أن تتخذ أشكالا مختلفة عديدة. حيث يتم تثبيت متر، والرسوم عادة ما تكون حسب الحجم (في الاستخدام)، مقترنا أحيانا الصغيرة تهمة شهرية ثابتة. في غياب متر، أسعار صرف ثابتة والتي هي مستقلة عن الاستهلاك الفعلي يتم استخدامها. في البلدان المتقدمة، الرسوم عادة ما تكون هي نفسها بالنسبة لفئات مختلفة من المستخدمين، وعلى مستويات مختلفة من الاستهلاك.
في البلدان النامية، غالبا ما تتميز عبر الإعانات مع العزم على جعل المياه أكثر يسرا بالنسبة للمستخدمين السكنية ذات الحجم المنخفض، التي يفترض أن يكون الفقراء. على سبيل المثال، المستخدمين الصناعيين والتجاريين غالبا ما تفرض عليهم رسوم أعلى من المستخدمين في القطاعين العام أو السكني. أيضا، مستخدمين أجهزة الاستنشاق وكثيرا ما تفرض عليهم تعريفات أعلى لتحقيق مستويات أعلى من الاستهلاك (زيادة التعريفات كتلة). ومع ذلك، عبر الإعانات بين المستخدمين السكنية لا تصل دائما هدفهم. نظرا لانخفاض المستوى العام لتعرفة المياه في البلدان النامية حتى على مستويات أعلى من الاستهلاك، معظم الإعانات يستفيد منها الشرائح الأكثر ثراء في المجتمع.أيضا، قد تشجع الرسوم الصناعية والتجارية العالية هؤلاء المستخدمين لتوفير المياه من مصادر أخرى (الآبار الخاصة، وصهاريج المياه)، وبالتالي تآكل فعلا الأداة المساعدة لقاعدة الإيرادات.

## القياس
قياس إمدادات المياه عادة ما يكون بدافع من واحدة أو لأربعة أهداف هي : أولا، أنه يوفر حافزا للحفاظ على المياه التي تحمي الموارد المائية (الهدف البيئي). الثانية، فإنه يمكن تأجيل الكلفة بحفظ النظام والتوسع بتكاليف الطاقة والمواد الكيميائية (الهدف الاقتصادي). الثالثة، لأنها تتيح أداة لتحديد أفضل توزيع للخسائر (الهدف التقني). الرابعة، لأنها تتيح فرض رسوم على المياه على أساس الاستخدام، والتي يرى كثيرون باعتباره السبيل الأعدل في تخصيص تكاليف إمدادات المياه للمستعملين. القياس يعتبر من الممارسات الجيدة في مجال إمدادات المياه وعلى نطاق واسع في البلدان المتقدمة، باستثناء المملكة المتحدة. في البلدان النامية يقدر أن نصف جميع شبكات إمدادات المياه يوجد عليها أجهزة قياس والاتجاه آخذ في التزايد.
عدادات المياه يتم قراءتها من قبل واحدة من عدة طرق :
- يكتب الزبون قراءة العداد في بطاقة بريدية ويرسل هذه المعلومات إلى إدارة المياه ؛
- الزبون يكتب قراءة العداد ويستخدم الاتصال الهاتفي عبر الهاتف في نظام لنقل هذه المعلومات إلى إدارة المياه ؛
- الزبون يقوم بتسجيل الدخول إلى الموقع الإلكتروني لشركة إمدادات المياه، ويدخل في ذلك العنوان رقم العداد وقراءات العدادات http://www.waterbedrijfgroningen.nl/wag/Wbgr-internet.nsf/frameset؟openFrameset&submenu=Algemene%5Bوصلة+مكسورة%5D ٪ 20Informatie ٪ 20meterstanden
- قارئ العدادات يأتي إلى فرضية ويدخل في قراءة العداد إلى جهاز كمبيوتر محمول باليد ؛
- قراءة العداد تعرض على وحدة عرض خارج المنزل، حيث يقرأها قاريء العدادات؛
- جهاز راديو صغير يتم توصيله إلى العداد، ترسل القرائات تلقائيا إلى أجهزة الاستقبال المناظرة أجهزة الكمبيوتر المحمولة وسيارات الدفع الرباعي.
- كمبيوتر صغير يتم توصيله إلى العداد، يستطيع الاتصال هاتفيا أو تلقي المكالمات الهاتفية الآلية التي تعطي القراءة على جهاز كمبيوتر مركزي.

تعمل معظم المدن بصورة متزايدة على تثبيت جهاز قراءة تلقائي (AMR) (نظام لمنع الغش)، يؤدي إلى انخفاض متزايد في تكاليف العمل والمسؤولية، وتحسين خدمة العملاء ورضاهم.

## تكاليف التمويل
تكلفة توفير المياه تتكون إلى حد كبير جدا من التكاليف الثابتة (التكاليف الرأسمالية وتكاليف الموظفين) وبقدر ضئيل من التكاليف المتغيرة التي تعتمد على كمية المياه المستهلكة (لا سيما الطاقة والمواد الكيميائية). التكاليف الكاملة لتوفير مياه الشرب في المناطق الحضرية في البلدان المتقدمة هو حوالي 1-2 دولار لكل متر مكعب اعتمادا على التكاليف المحلية ومستويات الاستهلاك المحلي للمياه. تكلفة الصرف الصحي (المجاري ومعالجة مياه الصرف الصحي) هي الآخرى الولايات المتحدة بين 1-2 دولار لكل متر مكعب. هذه التكاليف تقل نوعا ما في البلدان النامية. في جميع أنحاء العالم، جزء من هذه التكاليف وعادة ما تفرض على المستهلكين، والباقي يتم تمويلها عن طريق الإعانات المباشرة أو غير المباشرة من قبل الحكومات المحلية أو الإقليمية أو الوطنية (انظر القسم بشأن التعريفات الجمركية).
إلى جانب الإعانات يتم تمويل استثمارات إمدادات المياه من خلال الإيرادات المتولدة داخليا وكذلك عن طريق الديون. تمويل الديون يمكن أن تأخذ شكل قروض من المصارف التجارية، وقروض من المؤسسات المالية الدولية مثل البنك الدولي ومصارف التنمية الإقليمية (في حالة البلدان النامية)، والسندات (في حالة بعض البلدان المتقدمة وبعض البلدان المتوسطة العليا ذات الدخل المتوسط).

## التاريخ

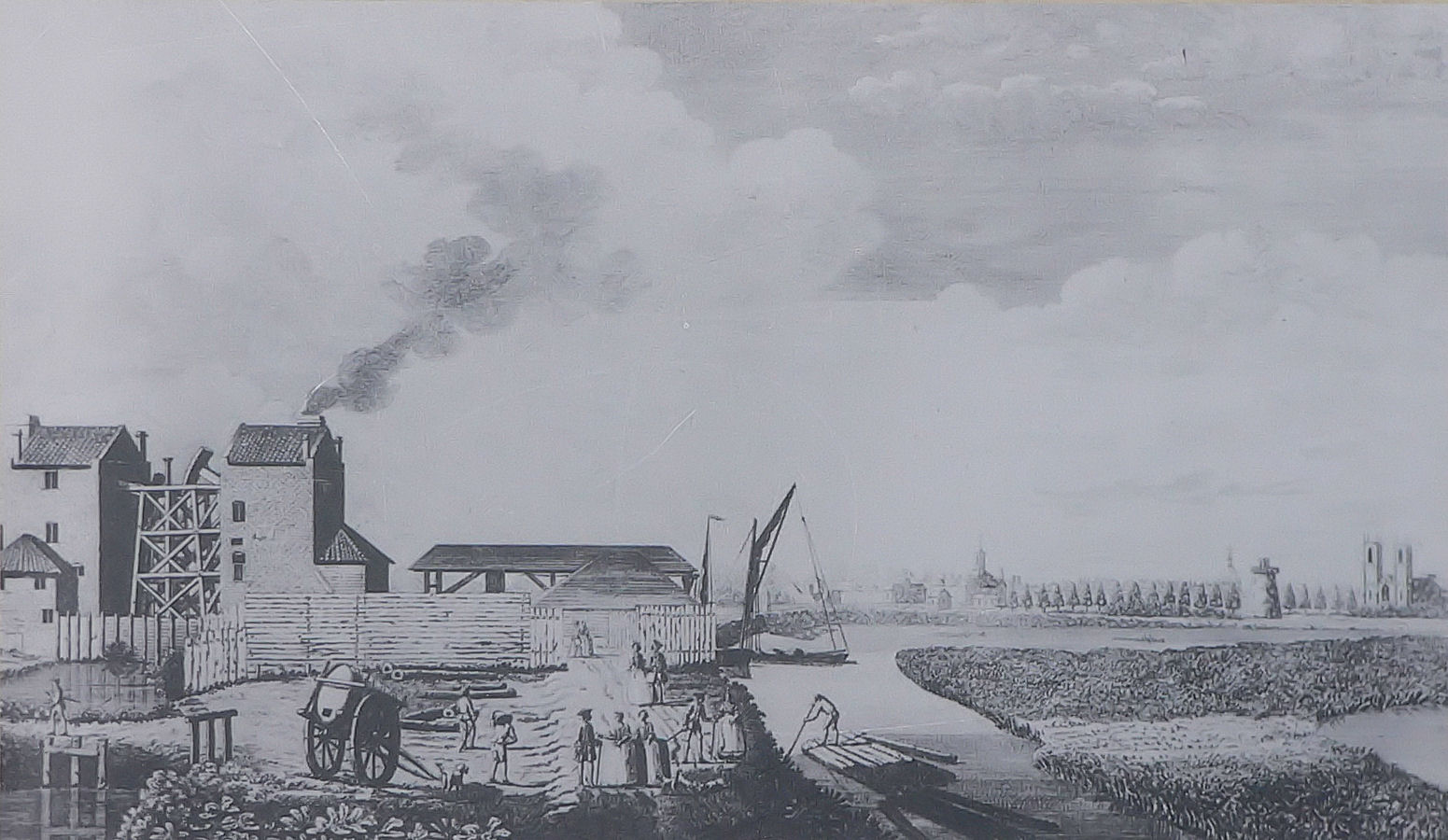
تشلسي محطات المياه، 1752. اثنين من محركات نوكمن شعاع التايمز ضخ المياه من قناة إلى الخزانات في غرين بارك وحديقة هايد بارك.

استنبط الناس على مر التاريخ نظم الحصول على المياه واستخدامها. ففي وقت مبكر كانت السباكة موجودة في روما في داخل البيوت، وهذا يعني نظاما القنوات والأنابيب التي انتهت في المنازل وعلى الآبار العامة والنافورات لاستخدام الناس. تطورت البنية التحتية لإمدادات المياه في لندن على مدى قرون عديدة في وقت مبكر من العصور الوسطى من خلال القنوات، عن طريق عمليات الإصلاح الكبيرة في القرن التاسع عشر ردا على تهديدات والكوليرا، وإلى الخزانات الحديثة على نطاق واسع.
تقنية تنقية المياه الصالحة للشرب عن طريق استخدام غاز الكلور المسال مضغوطة وضعت في عام 1910 من قبل الميجور في الجيش الاميركي (لايتر برنج). كارل روجرز دارنال (1867-1941)، أستاذ الكيمياء في كلية الطب للجيش.بعد ذلك بوقت قصير، الرائد (لاتر كول)وليام جى Lyster (1869-1947)}إدارة الشؤون الطبية للجيش استخدمت محلول من هيبوكلوريت الكالسيوم في كيس من الكتان لمعالجة المياه. لعقود عديدة، أسلوب لايستر ظل هو المعيار للقوات البرية الاميركية في الميدان، وفي المخيمات، وتنفذ في شكل المألوف حقيبة ليستر (كما وردتح قيبة ليستر). عمل دارنال أصبح الأساس لنظام هذا اليوم في تنقية مياه البلدية.

## وضع المعايير
المعايير الدولية لنظام امدادات المياه غطاها التصنيف الدولي للمعايير (المركز) 91.140.60.

## تفشي الأمراض بسبب إمدادات المياه الملوثة
- في عام 1854، تم اكتشاف تفشي وباء الكوليرا في حي سوهو في لندن من قبل د. جون سنو على أنها ناشئة من المياه الملوثة من مضخة واسعة في الشوارع. ويمكن اعتبار هذا الحدث هوالمؤسس لعلم الأوبئة.
- في عام 1980، ارتفاع التهاب الكبد نظرا لاستهلاك المياه من فضلات ملوثة كذلك في ولاية بنسلفانيا.
- في عام 1987، واندلاع الكريبتوسبوريديوسيس سببه إمدادات المياه العامة من الترشيح التي كانت ملوثة في غرب جورجيا.
- التسمم بالفلوريد في الأجل الطويل بوحدة غسيل الكلى في المستشفى الجامعي بسبب عدم وجود نظام تنقية للمياه.
- في عام 1993، تفشي حالات التسمم الناجمة عن فرط الفلوريد في ولاية ميسيسيبي.
- في 1993، اندلاع ميلووكي الكريبتوسبوريديوم.
- تفشي حمى التيفوئيد في شمال إسرائيل، والذي كان مرتبطا مع تلوث إمدادات مياه البلديات.
- في عام 1997، 369 حالة من حالات الكريبتوسبوريديوسيس والناجمة عن ينبوع ملوثة في حديقة ولاية مينيسوتا. معظم المصابين هم من الأطفال.
- في عام 1998، ألقي اللوم على إمدادات المياه غير المكلورة لتفشي داء العطائف في شمال فنلندا.
- في عام 2000، واندلاع الالتهاب المعدي المعوي الذي أحضر من قبل إمدادات المياه غير المكلورة، في جنوب فنلندا.
- في عام 2000، تفشى مرض القولونية في أونتاريو في كندا. قتل سبعة اشخاص من شرب مياه ملوثة. مئات تعاني من اعراض المرض، وليس معروف ما إذا كانوا أيضا سوف يموتون.
- في عام 2004، تلويث إمدادات الماء بالنرويج، أدى إلى اندلاع الجياردياسيس التي تنقلها المياه.
- في عام 2007، مياه الشرب الملوثة أدت إلى اندلاع حالات متعددة للالتهاب المعدي المعوي في الدانمرك.

## تحسين شبكة إمدادات المياه
كل نظام له ثلاثة أجزاء : المدخلات، والعملية نفسها، والإخراج. هذا الجزء يتعلق بتحسين أداء العملية من خلال تعظيم الفوائد الصافية للنظام. ويمكن قياس العائد من النظامسواء بقيمته أو فائدته الصافية.

## روابط خارجية
- Water Resources على مشروع الدليل المفتوح
- Appropedia : إمدادات المياه
- منظمة الصحة العالمية في موقع على المياه
- منظمة التعاون والتنمية في موقع على المياه
- إمدادات المياه في ألمانيا (صورة قصة) «جيو» 2 / 2000
- IEEE الطيف : ما هي كمية الماء التي تستغرقها إنتاج الكهرباء؟—الغاز الطبيعي يتطلب على الأقل لإنتاج المياه والطاقة، والوقود الأكثر، وفقا لدراسة جديدة
- المياه أدوات التخطيط—أسترالي بحث المبادرة التي تطور والطيارين أدوات لتحسين المياه التخطيط والإدارة والأمن